# Theater am Schiffbauerdamm

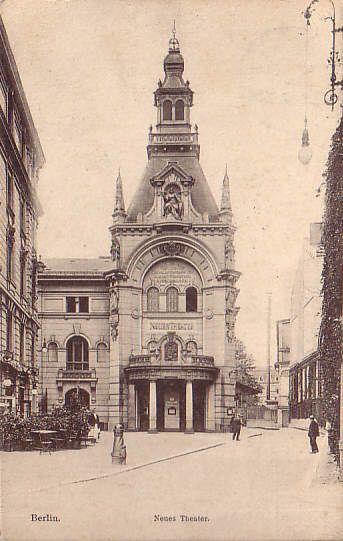
Le Neues Theater, carte postale de 1908 environ.

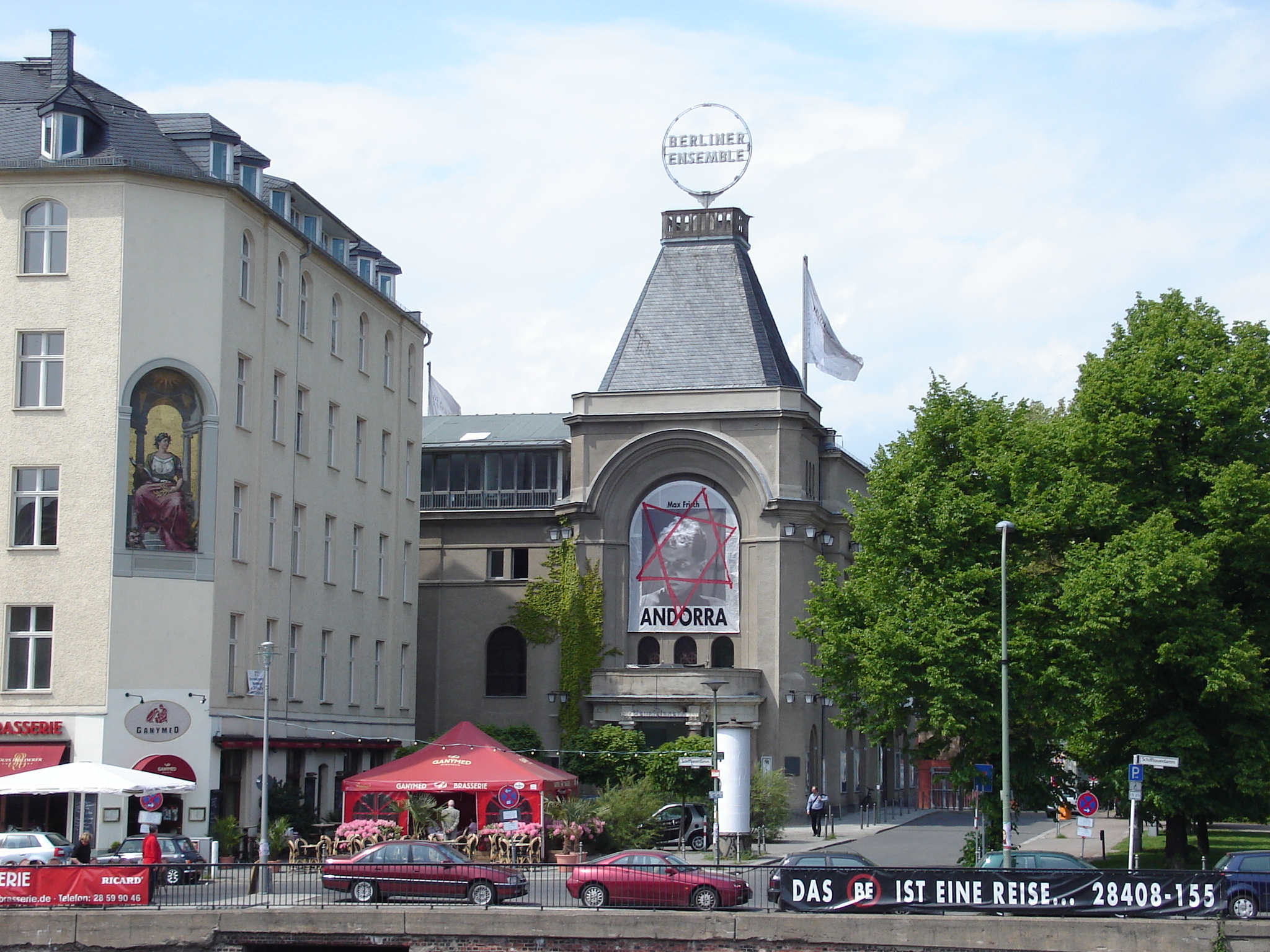
Le Theater am Schiffbauerdamm, près de la Spree, en 2005.

Le Theater am Schiffbauerdamm (prononciation allemande : [teˈaːtɐ am ˈʃɪfbaʊɐˌdam]) est un théâtre situé à Berlin, dans le quartier Mitte. Ouvert le 19 novembre 1892, il accueille depuis 1954 le Berliner Ensemble, fondé en 1949 par Helene Weigel et Bertolt Brecht.

## Historique
Le nom original de cette construction néo-baroque par l'architecte Heinrich Seeling était le Neues Theater (« Nouveau théâtre »). La première pièce qui y est jouée est Iphigénie en Tauride de Goethe. Die Weber, un drame naturaliste de Gerhart Hauptmann a eu droit à sa première en audience privée au théâtre, le 26 février 1893. De 1903 à 1906 le Neues Theater est dirigé par Max Reinhardt. On y joue de nombreuses opérettes.
Avec la première de la comédie de Carl Zuckmayer Der Weinberg fröhliche, le 22 décembre 1925, le théâtre revient à l'art dramatique originel, suivi en cela par les premières représentations de L'Opéra de quat'sous (« Die Dreigroschenoper ») de Bertolt Brecht le 31 août 1928 et de l'Italienische Nacht d'Ödön von Horváth le 20 mars 1931. Brecht met en scène Pionniers à Ingolstadt de Marieluise Fleisser le 30 mars 1929, provoquant un véritable scandale. Le théâtre voit les débuts de Gustaf Gründgens en tant que metteur en scène, avec le Orphée de Jean Cocteau et les performances de Truppe 31 de Gustav von Wangenheim.
À partir de 1931, le théâtre prend le nom de Deutsches Nationaltheater am Schiffbauerdamm. On note comme acteurs notables qui s'y produisent, Lotte Lenya, Carola Neher, Hilde Körber, Helene Weigel, Ernst Busch, Ernst Deutsch, Kurt Gerron, Theo Lingen et Peter Lorre. Avec l'arrivée des nazis au pouvoir en 1933 la production théâtrale y diminue, jusqu'à la fermeture de l'établissement en 1944.
Rouvert après la Seconde Guerre mondiale, il est finalement pris en charge par Bertolt Brecht. En 1954, il accueille le Berliner Ensemble, fondé en 1949 par Helene Weigel et Bertolt Brecht. Aujourd'hui, il est considéré comme l'un des théâtres les plus prestigieux en Allemagne et le bâtiment est en cours de classement historique.